# Гроппер, Уильям

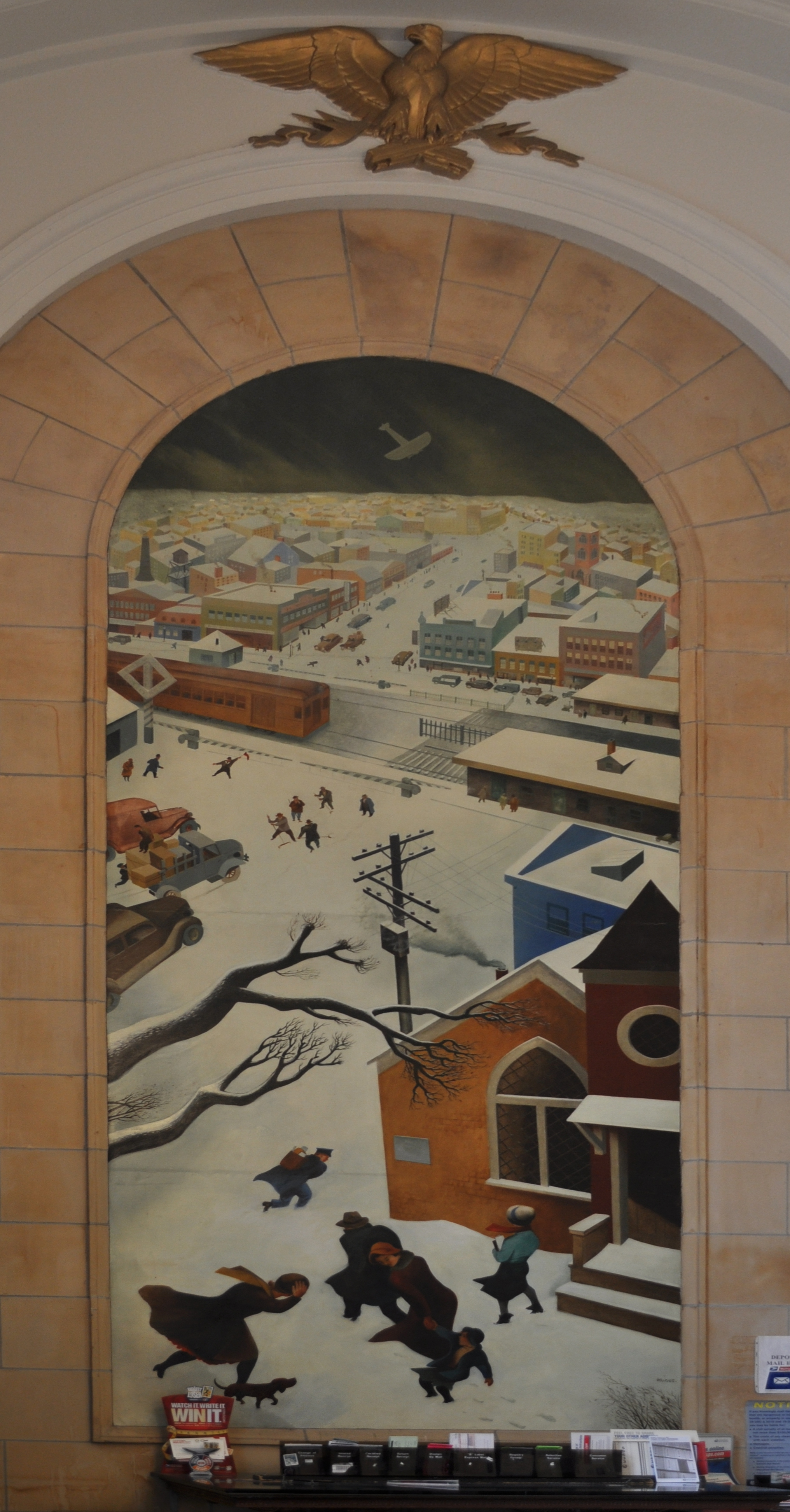

Уильям Гроппер (1897, Нью-Йорк — 1977) — американский художник-карикатурист, литограф и график; коммунистический деятель, сотрудничавший со многими американскими печатными изданиями коммунистической ориентации.

## Биография
Родился в бедной семье еврейских эмигрантов из Румынии и Украины, был шестым ребёнком в семье. Его родители занимались надомным шитьём, семья жила в большой бедности. Искусством интересовался с детства, уже в 13-летнем возрасте выиграл первый приз на художественном конкурсе в школе. В 1913 году окончил школу, получив за свои успехи в живописи стипендию на обучение в Национальной академии дизайна, но вскоре был исключён оттуда из-за конфликтов с руководством. В итоге он был вынужден устроиться помощником продавца в магазин одежды. В 1915 году познакомился с Фрэнком Парсонсом, ректором нью-йоркской Школы изобразительного искусства, которому очень понравились работы Гроппера и который обеспечил ему стипендию для обучения в его заведении. С 1917 года Гроппер на протяжении несколько лет работал художником в газете New York Tribune, создавая тематические рисунки для воскресных выпусков. В начале 1920-х годов непродолжительное время работал на Кубе.
Впоследствии совершенствовался в живописи у Р. Хенри и Дж. Беллоуза. С начала 1920-х годов начал рисовать политические карикатуры в виде зарисовок и линогравюр для различных коммунистических изданий. В 1927 году посетил СССР. Основной тематикой его работ в 1930-е годы стали международное рабочее движение и антифашистские карикатуры. Участвовал в составе интербригад в Гражданской войне в Испании, после её завершения создал цикл литографий антифашистской направленности по событиям этой и Второй мировой войны. В 1953 году вызывался в Комиссию по расследованию антиамериканской деятельности, но осуждён не был. С 1948 года решил в знак уважения памяти Холокоста раз в год рисовать по картине, посвящённой евреям. В 1974 году был избран членом-корреспондентом Национальной академии дизайна. Умер от инфаркта.
Творческое наследие представлено не только карикатурами, но и книжными иллюстрациями, плакатами, монументальной и станковой живописью. Согласно БСЭ, в своих работах, которым были присущи лапидарность и большая обличительная сила, отражал классовую борьбу и подчёркивал «бесчеловечность» капиталистического строя.